# Boulder, Wyoming
Boulder är en ort i Sublette County i delstaten Wyoming, USA.